# Governo Kristersson
O Governo Kristersson (Regeringen Kristersson) foi empossado em 18 de outubro de 2022, sucedendo ao Governo Andersson. É um governo minoritário dirigido pelo primeiro-ministro Ulf Kristersson, líder do Partido Moderado (conservador).

| Governo             | Primeiro-ministro | Partidos                                      | Ideologia                                                          |
| ------------------- | ----------------- | --------------------------------------------- | ------------------------------------------------------------------ |
| Governo Kristersson | Ulf Kristersson   | Partido Moderado Democratas Cristãos Liberais | Conservadorismo liberal Democracia cristã Liberalismo Nacionalismo |

É uma coligação de direita, reunindo o Partido Moderado (conservador), os Democratas Cristãos (democrata-cristão) e o Partido Liberal (liberal), com o apoio parlamentar dos Democratas Suecos (nacionalista).

O Governo Kristersson resulta do resultado das eleições gerais de 2022 e do Acordo de Tidö (Tidöavtalet), celebrado em 14 de outubro de 2022 entre os quatro partidos, no qual manifestam acordo em áreas como criminalidade, migração, integração, energia, saúde, escola e direitos e liberdades individuais, além de cooperação no orçamento de estado.

É composto por 13 ministros do Partido Moderado (conservadores), 6 dos Democratas Cristãos (democratas-cristãos) e 5 do Partido Liberal (liberais). Os Democratas Suecos (nacionalistas) não têm ministros mas estão presentes nas tomadas de decisão do governo e têm um grupo de 9 funcionários chefiados por Gustav Gellerbrant e estacionados permanentemente na Chancelaria do Governo.

## Composicão do governo
Governo da Suécia, em março de 2025.

- Presidência do Conselho de Ministros (Statsrådsberedningen)
  - Ulf Kristersson,  Primeiro-Ministro
  - Jessica Rosencrantz,  Ministra dos Assuntos Europeus
- Ministério do Mercado de Trabalho (Arbetsmarknadsdepartementet)
  - Mats Persson,  Ministro do Mercado de Trabalho e da Integração
  - Paulina Brandberg,  Ministra da Paridade de Género e Vice-ministra do Mercado de Trabalho
- Ministério das Finanças (Finansdepartementet)
  - Elisabeth Svantesson,  Ministra das Finanças
  - Erik Slottner,  Ministro do Interior
  - Niklas Wykman,  Ministro do Mercado Financeiro
- Ministério da Defesa (Försvarsdepartementet)
  - Pål Jonson,  Ministro da Defesa
  - Carl-Oskar Bohlin,  Ministro da Defesa Civil
- Ministério da Justiça (Justitiedepartementet)
  - Gunnar Strömmer,  Ministro da Justiça
  - Johan Forssell,  Ministro das Migracões
- Ministério do Clima e da Economia (Klimat- och näringslivsdepartementet)
  - Ebba Busch,  Ministra da Energia Ministra da Economia Vice-primeira-ministra,
  - Romina Pourmokhtari,  Ministra do Ambiente
- Ministério da Cultura (Kulturdepartementet)
  - Parisa Liljestrand,  Ministra da Cultura
- Ministério do Desenvolvimento Rural e das Infraestruturas (Landsbygds- och infrastrukturdepartementet)
  - Peter Kullgren,  Ministro do Desenvolvimento Rural
  - Andreas Carlson,  Ministro das Infraestruturas
- Ministério dos Assuntos Sociais (Socialdepartementet)
  - Jakob Forssmed,  Ministro dos Assuntos Sociais
  - Acko Ankarberg Johansson,  Ministra da Saúde
  - Anna Tenje,  Ministra da Terceira Idade e dos Seguros Sociais
  - Camilla Waltersson Grönvall,  Ministra do Sistema Social
- Ministério da Educação (Utbildningsdepartementet)
  - Johan Pehrsonn,  Ministro da Educação
  - Lotta Edholm,  Ministra da Escola
- Ministério do Exterior (Utrikesdepartementet)
  - Maria Malmer Stenergard,  Ministra dos Negócios Estrangeiros
  - Benjamin Dousa,  Ministro da Cooperação Internacional e do Comércio Externo